# Monti dello Spluga
I monti dello Spluga (in tedesco Splügener Kalkberge) sono un gruppo montuoso delle Alpi dell'Adula nelle Alpi Lepontine. Si trovano nello svizzero Canton Grigioni.

## Caratteristiche

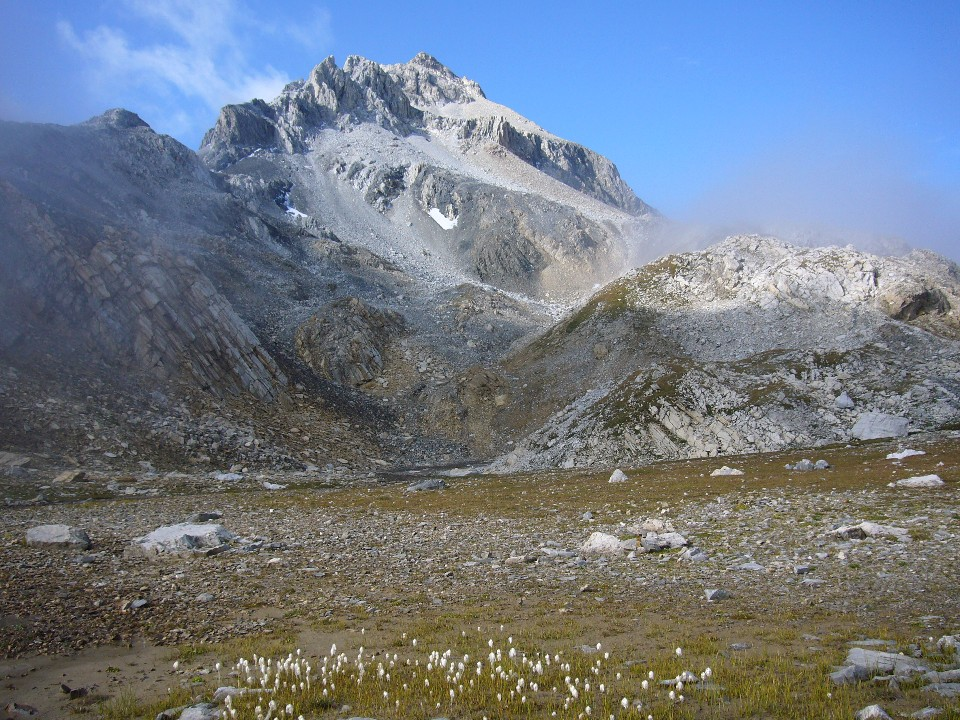
Alperschällihorn

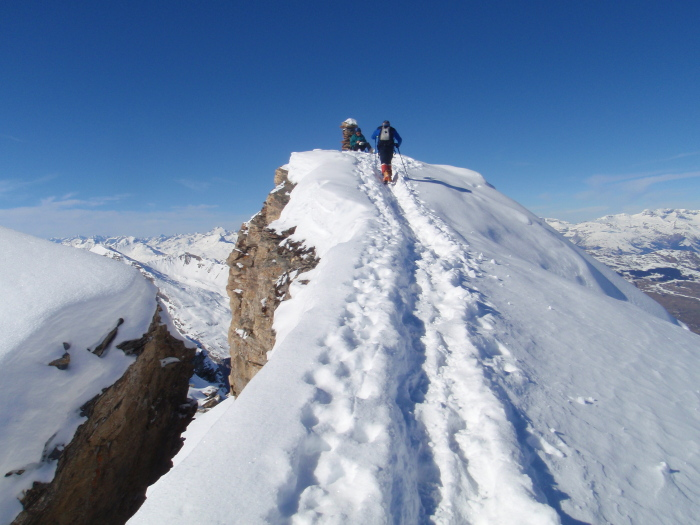
Piz Tomül

Costituiscono la parte nord-orientale delle Alpi dell'Adula a nord-est del Valserberg. Prendono il nome dal Passo dello Spluga, rispetto al quale, sono collocati a nord.

## Classificazione
La SOIUSA li vede come un supergruppo alpino con la seguente classificazione:
- Grande parte = Alpi Occidentali
- Grande settore = Alpi Nord-occidentali
- Sezione = Alpi Lepontine
- Sottosezione = Alpi dell'Adula
- Supergruppo = Monti dello Spluga
- Codice = I/B-10.III-C

## Limiti geografici
I limiti geografici ruotando in senso orario sono: Valserberg, Vals, Val Lumnezia, Ilanz, corso del Reno Anteriore, corso del Reno Posteriore, Lago di Sufers, Rheinwald.

## Suddivisione
Secondo la SOIUSA i Monti dello Spluga sono suddivisi in due gruppi:
- Gruppo del Piz Tomül (7)
- Gruppo del Beverin (8)

## Montagne

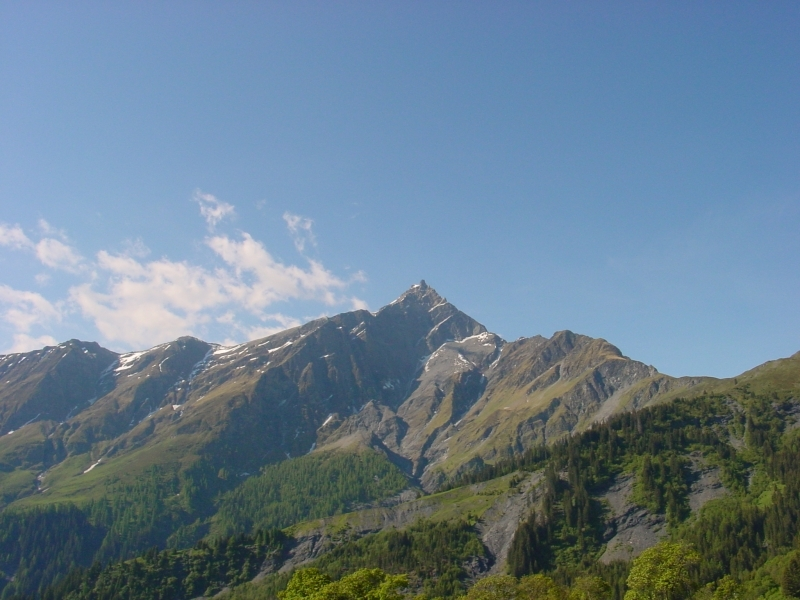
Il Piz Beverin.

Le vette principali sono:
- Bruschghorn - 3.056 m
- Alperschällihorn - 3.036 m
- Pizzas d'Anarosa - 3.002 m
- Piz Beverin - 2.997 m
- Teurihorn - 2.973 m
- Piz Tomül - 2.946 m
- Bärenhorn - 2.929 m
- Piz Fess - 2.880 m
- Piz Tarantschun - 2.769 m
- Piz Riein - 2.762 m
- Piz Calandri - 2.556 m